# Comuna Raiivka, Sînelnîkove
Raiivka (în ucraineană Раївка) este o comună în raionul Sînelnîkove, regiunea Dnipropetrovsk, Ucraina, formată din satele Bohuslavka, Heorhiivka, Morozivske, Raiivka (reședința) și Vesele.

## Demografie
Componența lingvistică a satului Raiivka
     Ucraineană (89,17%)
     Rusă (10,44%)
     Alte limbi (0,17%)
Conform recensământului din 2001, majoritatea populației satului Raiivka era vorbitoare de ucraineană (89,17%), existând în minoritate și vorbitori de rusă (10,44%).